# Angela Cifire
Angela Njodo Cifire (* 14. Dezember 1959) ist Politikerin in Sambia.
Angela Cifire war Public-Relations-Manager bei Zambia Electricity Supply Corporation. Seit Oktober 2006 ist sie Mitglied der Nationalversammlung Sambias. Sie vertritt den Wahlkreis Luangeni im Distrikt Chipata. Seit Oktober 2006 ist sie Gesundheitsministerin. Um 2008 amtierte sie als Vertreterin des Minister of Sport, Youth and Child Development.